# Гуннар Мюрдаль
Карл Гуннар Мюрдаль (швед. Karl Gunnar Myrdal; 6 грудня 1898, Густафс — 17 травня 1987, Стокгольм) — шведський економіст, лауреат Нобелівської премії з економіки 1974 року «за основоположні роботи з теорії грошей і глибокий аналіз взаємозалежності економічних, соціальних та інституціональних явищ».

## Біографія
Гунар Мюрдал народився 6 грудня 1898 р. в Сольварбо. Він навчався в Стокгольмському університеті, який закінчив 1923 р., одержавши диплом юриста. Деякий час займався адвокатською практикою, проте його приваблювала економіка, у зв'язку з чим протягом 1925—1930 рр. він вивчає економіку в цьому ж університеті, продовжуючи наукові дослідження в Англії, Німеччині, Франції та США. Після закінчення навчання Г.Мюрдал працює викладачем політекономії.
1927 р. він стає доктором економічних наук (його докторська дисертація з аналізу проблем грошової рівноваги «Ціноутворення — чинник змін» вважається початком формування стокгольмської школи політекономії).
Книгу Г.Мюрдала «Грошова рівновага» було видано шведською (1931), німецькою (1933), англійською (1939) мовами.
Його рання праця «Політичний елемент в розвитку економічної теорії» вийшла друком 1929 р. У своїх працях Г.Мюрдал одним з перших економістів запропонував розповсюджений і нині метод аналізу на основі відмінності очікуваних величин від фактичних, реально досягнутих показників.
Від 1930 р. Г.Мюрдал переїздить до Женеви, де працює професором Інституту міжнародних відносин, але через рік повертається до Стокгольма.
Тривалий час в місцевому університеті він займається викладацькою діяльністю, а з 1933 р. завідує кафедрою політичної економії й фінансів. З поверненням Г.Мюрдала до Швеції починається його активна діяльність у сфері економічної політики.
Впродовж 1933—1938 рр. він працює консультантом уряду Швеції з економічних, соціальних і податкових питань, тоді ж обирається депутатом нижньої палати від соціал-демократичної партії.
1938 р. Г.Мюрдала запрошують до США, де протягом чотирьох років він очолює Центр з вивчення проблем американських негрів при Інституті Карнегі. Одночасно він пише книгу «Американська дилема. Негритянське питання і сучасна демократія» (1944).
Повернувшися до Швеції у період 1945—1947 рр. Г.Мюрдал є Міністром торгівлі, а потім переходить до Економічної комісії ООН з проблем питань Європи, протягом десяти років будучи її генеральним секретарем.
Отримавши 1961 р. звання професора міжнародних економічних відносин, Мюрдал стає засновником та директором Інституту досліджень світової економіки. 1974 р.
Г.Мюрдалу спільно із Ф.фон Хайєком за новаторську роботу з теорії грошей і економічних коливань та глибокий аналіз взаємозв'язків економічних, соціальних й інституціональних феноменів було присуджено Нобелівську премію з економіки.
Через три місяці він виступив зі своєю Нобелівською лекцією «Рівність випливає зі світового розвитку».
17 травня 1987 р. Г.Мюрдал пішов з життя.

## Економічні погляди
Серед багатьох складних і актуальних проблем сучасності основне місце в його творчості посідають проблеми нерівномірності соціального та економічного розвитку в масштабі планети, проблеми розвитку країн, що звільнилися від колоніальної залежності, так званого «третього світу». Центральною вважає він проблему індустріалізації. Необхідним і вирішальним фактором для її вирішення Мюрдаль називає націоналізм. Він переконаний, що співвідношення в розподілі матеріальних благ і виробничих ресурсів між багатими країнами Півночі та бідними країнами Півдня все більше погіршується — бідні стають біднішими, а багаті — багатшими. Причину зростаючого розриву між бідними й багатими країнами він вбачає в «колоподібному й кумулятивному впливі індустріалізації». Примітивні соціально-побутові умови для населення, низька продуктивність праці, погана організація виробництва і викликана всім цим масова убогість відлякують іноземних інвесторів. Відсутність інвестицій стає причиною відсутності розвитку й зростання злиденності. У результаті утворюється circulus viciosus (зачароване коло), з якого слаборозвинені країни самостійно вийти не можуть (колоподібний вплив).
Світовий ринок, включаючи ринок капіталу, не може відновити рівновагу між Північчю і Півднем. Саме навпаки: капітал має тенденцію перетікати туди, де вже високий рівень індустріалізації та створені необхідні соціальні й технічні передумови та умови його успішного застосування. Тим самим індустріально розвинені регіони набувають подальшого розвитку. Розрив між індустріальними країнами і країнами, що розвиваються, поглиблюється (кумулятивний вплив).
Таким чином, Г. Мюрдаль та його прихильники (К. Девіс) переконані в необхідності створення та впровадження за допомогою держави нового «секуляризованого»1 віровчення, що ґрунтується на почуттях націоналізму як необхідної умови мобілізації населення країн третього світу на проведення індустріалізації.
Націоналізм, вважає Мюрдаль, здатний стати рушієм індустріального розвитку.
У своїх працях Г. Мюрдаль одним із перших серед економістів
запропонував поширений і нині метод аналізу на основі відмінності
очікуваних величин від фактичних, реально досягнутих показників.

## Досягнення
- Лауреат премій Ф. Сейдмана (1974) та Веблена-Коммонса (1975)[7].
- Лауреат (спільно з Фрідріхом фон Хаєком) Нобелівської премії з економіки (1974).

## Сім'я
Дружина М. — Альва Мюрдаль — дипломат, політик і письменниця, лауреат Нобелівської премії миру 1982 року;
Син: Ян Мюрдаль (нар. 1927) — відомий письменник і журналіст, Доньки: Сіссел Мюрдаль-Бок — філософ, професор Гарвардського університету, і Кай Фелстер — соціолог.